# 天成镇
天成镇，是中华人民共和国陕西省宝鸡市陇县下辖的一个乡镇级行政单位。

## 行政区划
天成镇下辖以下地区：
上寨子村、韦家庄村、曹家庄村、马曲村、王家庄村、铁塬村、黄家沟村会、范家营村、张家山村、店子村、银科村、范家台村、八龙潭村、老虎沟村和王马嘴村。